# Château de Lusuolo
Ne doit pas être confondu avec Forteresse de Verrucole.
Le château de Lusuolo (en italien : Castello di Lusuolo) est une ancienne forteresse du haut Moyen Âge qui est située dans la commune de Mulazzo, dans la province de Massa-Carrara en Toscane,.
La forteresse est connue pour sa position stratégique dans la Lunigiana. Dressée sur une colline surplombant un ancien gué du fleuve Magra, elle permettait autrefois de contrôler le fond de la vallée et la Via Francigena. Elle a appartenu à l'une des branches des Malaspina dello Spino Secco.

## Historique
Au XIIe siècle, le château appartenait à Corrado Malaspina l'Ancien et vers le milieu du XIVe siècle, il passa à son arrière-petit-fils, Azzone Malaspina, avec d'autres possessions de la région. Le manque d'enfants mâles dans la famille provoqua la division du fief et la perte de l'imposante forteresse, ce qui en fit une cible facile pour les ennemis.
Le XVe siècle fut un siècle particulièrement violent, caractérisé par la soif de pouvoir des États de Florence, Gênes et Milan.
Le château, qui échappa aux attaques de Gênes au début du siècle, grâce à la protection des Toscans, ne put rien faire lors de l'invasion génoise de la Lunigiana en 1449 et fut détruit après un long siège par la famille ligure de Campofregoso et devint le butin du chef Galeotto di Campofregoso (it).
En 1467, avec l'aide du marquisat de Fosdinovo et du duc de Milan Galéas Marie Sforza, les Malaspina récupérèrent leur château endommagé et appauvri. Il n'y avait plus de répit entre les luttes internes et les conflits familiaux continus, sur les divisions et les droits et surtout l'ingérence pressante de Milan et de Florence.
Dans la seconde moitié du XVIe siècle, à la suite des soulèvements répétés de ses sujets, Ercole Malaspina se place sous la protection du grand-duc de Toscane François Ier de Médicis et lui fait don en 1575 de la totalité de la seigneurie. Une fois définitivement annexé à l'État de Florence, le château fut reconstruit et agrandi et, au début du XVIIe siècle, il fut transformé en forteresse adaptée à la résistance à l'artillerie. Déjà à la fin du siècle commençait un démantèlement progressif en raison de l'annexion de Pontremoli au grand-duché de Toscane et donc de la perte de l'importance stratégique de Lusuolo pour les Florentins.
Aujourd'hui, la structure a été restaurée et abrite le Musée de l'Émigration des Toscans.

## Galerie

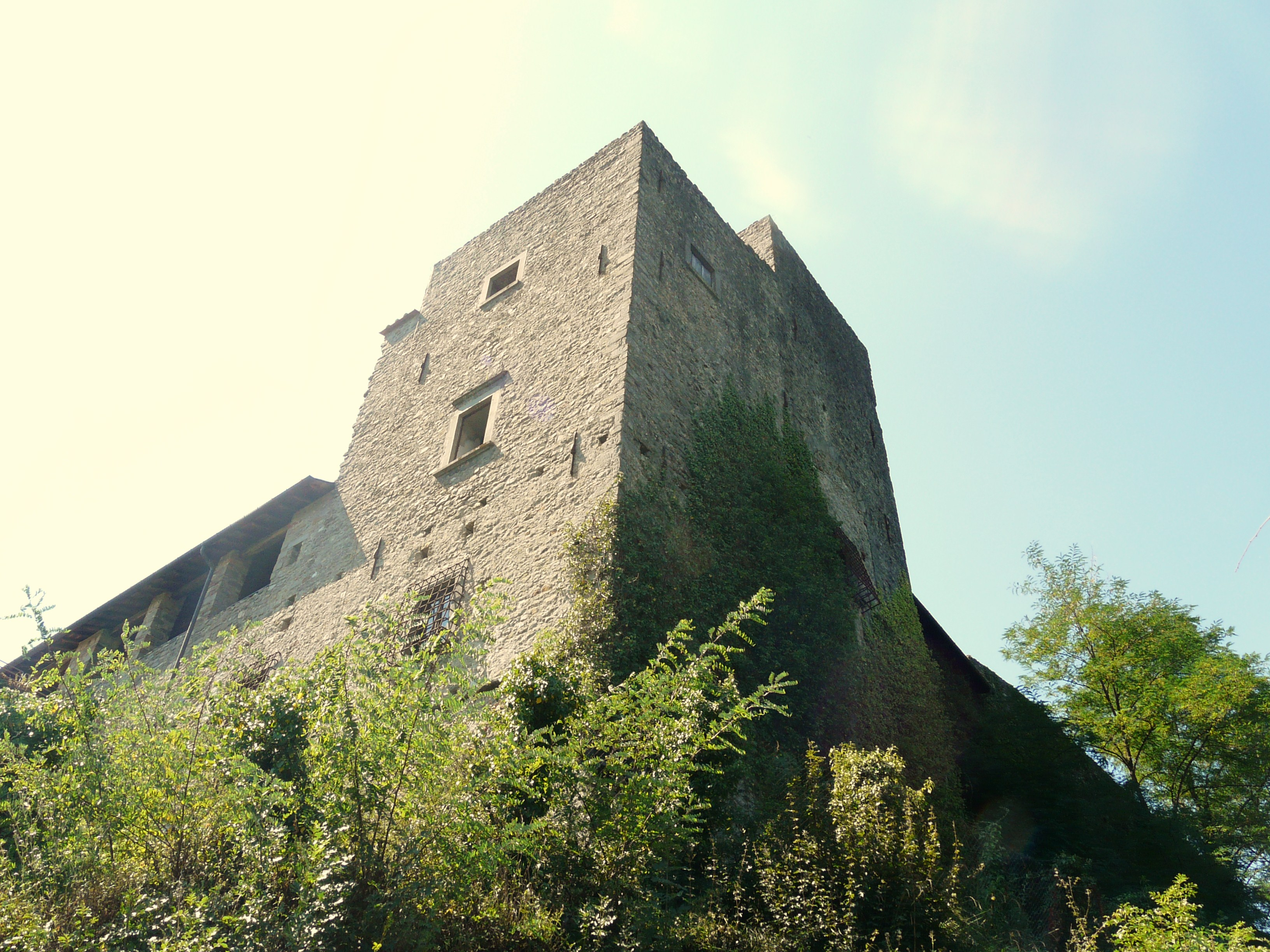
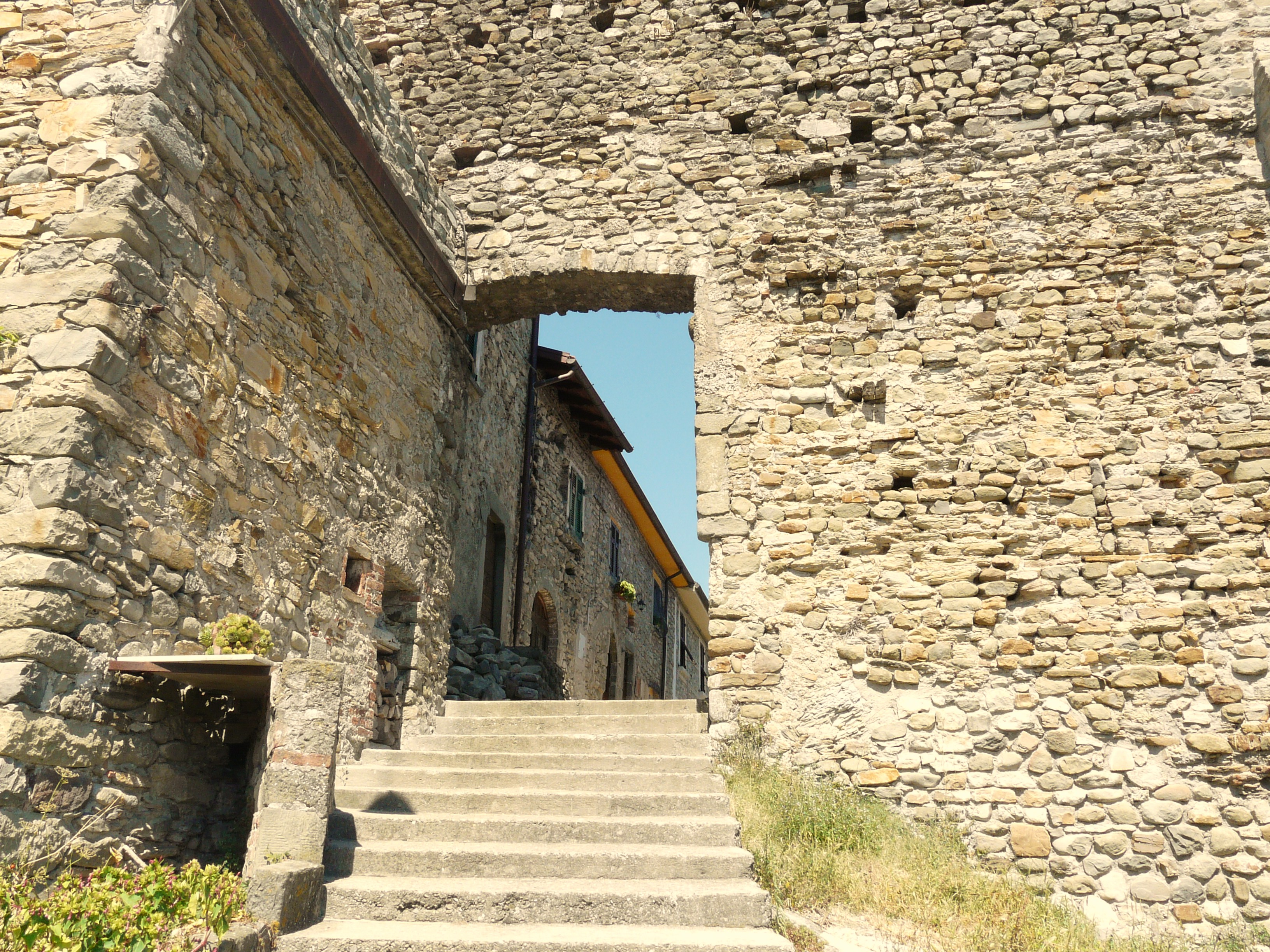